# تپه دیکچه
تپه دیکچه مربوط به دوران پیش از تاریخ ایران باستان - دوران‌های تاریخی پس از اسلام است و در شهرستان قوچان، بخش مرکزی، روستای فیلاب واقع شده و این اثر در تاریخ ۲۷ مرداد ۱۳۸۲ با شمارهٔ ثبت ۹۵۹۴ به‌عنوان یکی از آثار ملی ایران به ثبت رسیده است.